# Guillaume Repin
Guillaume Repin (Thouarcé, 26 agosto 1709 – Angers, 2 gennaio 1794) è stato un presbitero francese, capofila dei 99 martiri di Angers beatificati da papa Giovanni Paolo II nel 1984.

## Biografia
Entrò nel seminario di Angers all'età di 19 anni e fu ordinato sacerdote.
Durante la Rivoluzione francese, rifiutandosi di diventare sacerdote giurato, si rifugiò ad Angers. Fu arrestato il 17 giugno 1792 e venne rinchiuso nel seminario, divenuto un carcere.
Liberato dai Vandeani il 17 giugno 1793, fu catturato nel Mauges il 24 dicembre e portato in prigione a Chalonnes-sur-Loire. Portato davanti al comitato rivoluzionario di Angers, fu condannato alla ghigliottina e giustiziato il 2 gennaio 1794.

## Il culto
La causa dei martiri d'Angers fu introdotta il 13 novembre 1976.
L'autenticità del loro martirio fu riconosciuta dalla Santa Sede il 9 giugno 1983.
Il 19 febbraio 1984, nella basilica di San Pietro in Vaticano, papa Giovanni Paolo II proclamò beati Guillaume Repin, gli altri 98 martiri di Angers e Giovanni Mazzucconi.
L'elogio dei beati Guillaume Repin e Laurent Batard si legge nel martirologio romano al 2 gennaio.